# Billie Eilish
Billie Eilish Pirate Baird O'Connell (Los Angeles, 18 december 2001) is een Amerikaanse singer-songwriter. In 2019 bracht ze haar debuutalbum When We All Fall Asleep, Where Do We Go? uit, waarvoor ze de Grammy  Award voor Album of the Year won. Daarnaast scoorde ze internationale hits met "Bad Guy", "Everything I Wanted" en "No Time to Die". Eilish is de jongste van de twee artiesten die alle Grammy Awards in de belangrijkste categorieën in één jaar  (2019) wonnen. Ze heeft in totaal negen Grammy Awards, twee American Music Awards, twee Guinness World Records, drie MTV Video Music Awards, twee Oscars voor beste originele nummer ("No Time to Die" en "What Was I Made For?") en drie Brit Awards op haar naam staan.

## Biografie
Billie Eilish O'Connell groeide op in een acteurs- en muzikantenfamilie in Highland Park in Los Angeles. Als kind was ze al met muziek bezig. Zo zat ze vanaf haar achtste jaar bij het Los Angeles Children's Chorus waar ze leerde zingen en volgde ze danslessen.

### 2015-2017: Doorbraak enDon't Smile at Me.
Eilish maakte in haar jeugd muziek met haar broer Finneas O'Connell en soms plaatsten ze die nummers op SoundCloud, zodat hun vrienden ze konden horen. Op haar veertiende vroeg haar dansleraar haar een nummer op te nemen voor een choreografie. Eilish nam het nummer 'Ocean Eyes' op dat haar broer had geschreven voor zijn band The Slightlys en plaatste ook dit op SoundCloud. In tegenstelling tot de eerdere nummers werd 'Ocean Eyes' ontzettend populair op het platform. Dat werd de doorbraak van Eilish en haar broer.

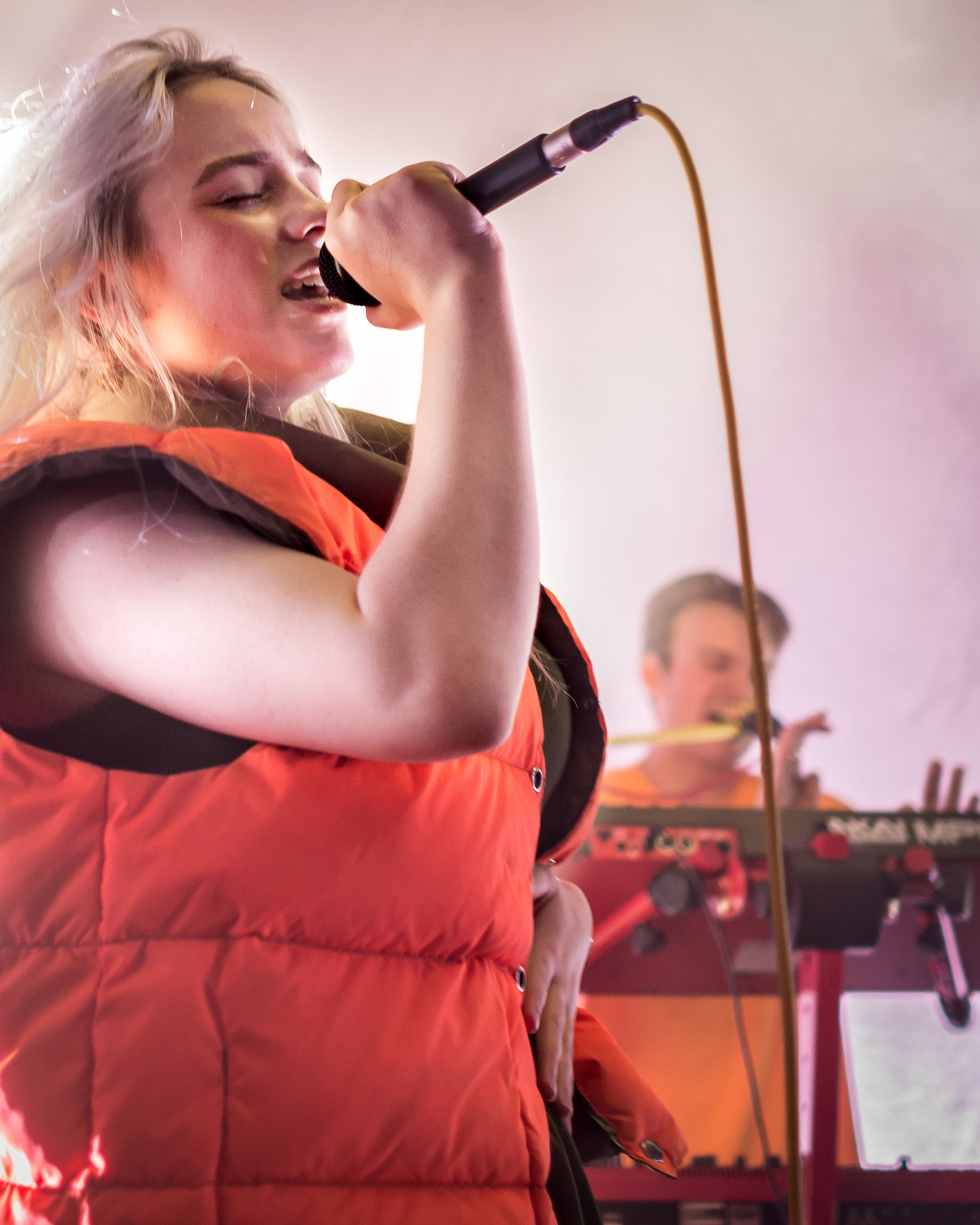
Billie Eilish tijdens een optreden in augustus 2017

Met haar broer bracht Eilish een tweede single uit, genaamd 'Six Feet Under'. Ook tekende ze een platencontract bij Interscope Records. In maart 2017 verscheen haar nummer 'Bored', dat op de soundtrack van de Netflix-serie 13 Reasons Why kwam. Vijf maanden later kwam Eilish' eerste ep Don't Smile at Me uit. Op de soundtrack voor het tweede seizoen van 13 Reasons Why (2018) was Eilish opnieuw te horen, deze keer samen met Khalid op het nummer 'Lovely'.

### 2018-2020:When We All Fall Asleep, Where Do We Go?

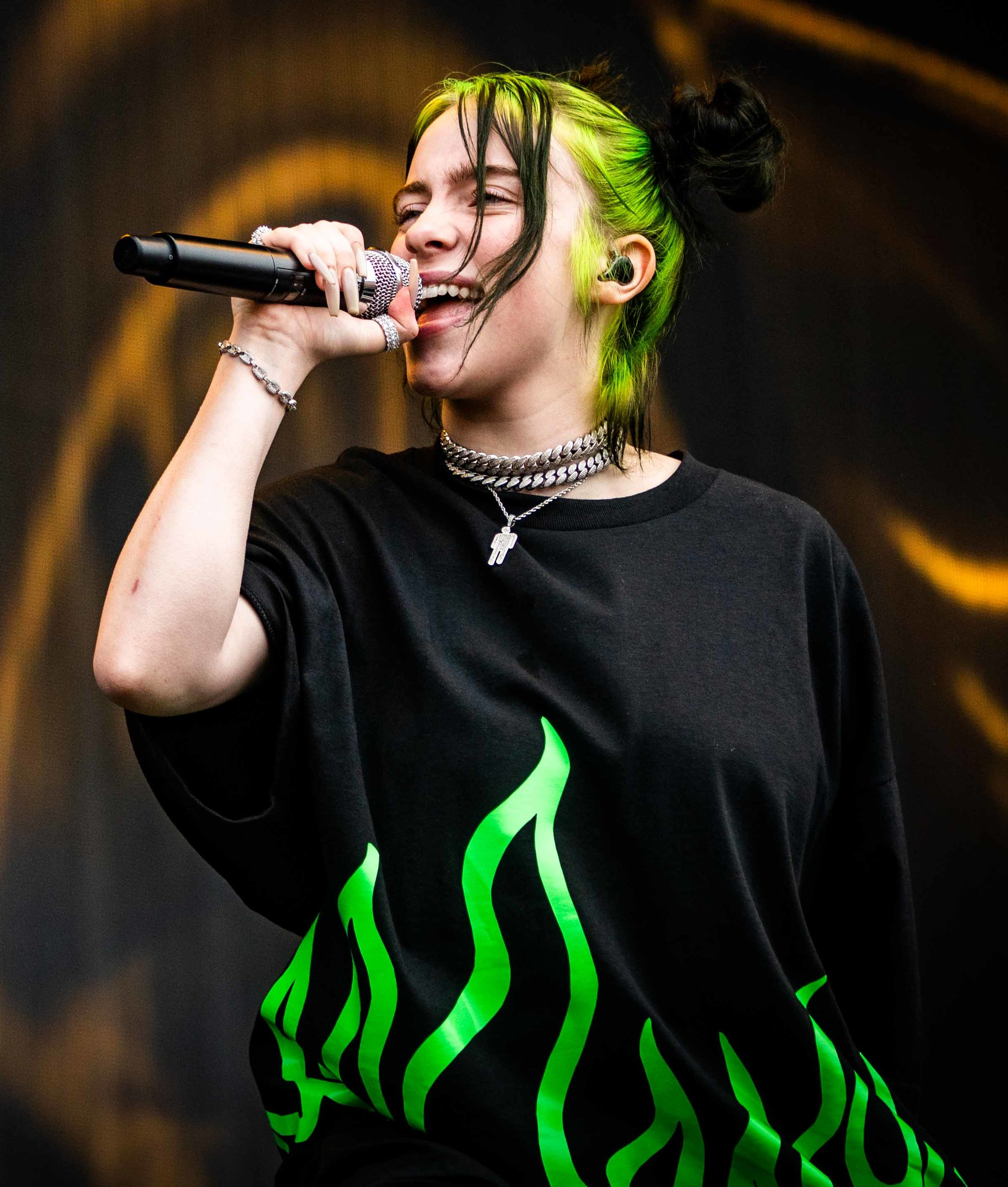
Eilish tijdens een optreden in 2019

Daarnaast werkte ze met haar broer aan haar debuutalbum. De eerste single van dit album 'When the Party's Over' kwam uit in oktober 2018. Het album zelf, getiteld When We All Fall Asleep, Where Do We Go?, kwam in maart 2019 uit en bevatte onder andere nummers zoals 'Bury a Friend', 'Wish You Were Gay' en 'Bad Guy'. Volgens Eilish bestaat het album voor de helft uit nummers die over dingen gaan die ze zelf heeft meegemaakt en voor de helft uit nummers die gebaseerd zijn op fictieve personages.
Eilish' debuutalbum werd een enorm succes. Het werd een van de bestverkochte en best beluisterde platen van 2019. De single 'Bad Guy' werd binnen een jaar een miljard keer beluisterd, behaalde de koppositie in de Billboard Hot 100 en wist daarmee 'Old Town Road' na 19 weken van de troon te stoten. Ook in Nederland en Vlaanderen haalde de single de top 10 van de hitlijsten. Daarnaast won Eilish met haar debuutalbum vijf Grammy Awards. Ze won de prijzen voor het beste nummer en de beste muziekopname voor 'Bad Guy', de prijzen voor het beste album en het beste popalbum voor When We All Fall Asleep, Where Do We Go? en de prijs voor de beste nieuwe artiest.
Na het uitbrengen van haar eerste album bracht Eilish het nummer 'Everything I Wanted' uit in het najaar van 2019. In februari 2020 werd de single 'No Time to Die' uitgebracht, het titelnummer van de gelijknamige 25ste James Bondfilm. Voor beide nummers kreeg Eilish een Grammy Award. De prijs voor de muziekopname ging naar 'Everything I Wanted' en de prijs voor beste nummer geschreven voor visuele media ging naar 'No Time to Die'. Daarnaast won Eilish een Oscar voor 'No Time to Die'.

### 2021 - 2023:Happier Than Ever
Op 30 juli 2021 verscheen haar tweede studioalbum, Happier Than Ever, waarop de eerder uitgebrachte singles 'My Future' en 'Therefore I Am' staan. De derde single van het album, 'Your Power', werd op 29 april 2021 uitgebracht. Ook dit album werd positief ontvangen. Recensenten noemden Happier Than Ever minder speels dan haar eerste album, en het bevat meer serieuze zaken zoals de beperkingen die Eilish ervaart door haar roem. Hoewel dit onderwerp niet bepaald herkenbaar is, is het volgens The Guardian te danken aan Eilish' schrijftalent dat het album je toch weet te raken. Ook ontving Eilish complimenten voor haar zang. Eilish ontving zes Grammynominaties voor Happier Than Ever en de gelijknamige single van het album.  Van februari tot september 2022 tourde Eilish over de wereld ter promotie van Happier Than Ever. Na afloop verscheen er concertfilm van deze tour op Apple Music.
Eilish schreef met haar broer drie nummers voor de animatiefilm Turning Red. De nummers worden niet door Eilish en FINNEAS zelf uitgevoerd maar door de boyband die een rol speelt in de film. De film verscheen in maart 2022 op Disney+. Daarnaast was Eilish in 2022 een van de hoofdacts van de festivals Coachella en Glastonbury. In juli 2022 bracht Eilish een single uit, genaamd Guitar Songs. Dit deed ze zonder aankondiging. Op de single staan twee nummers, 'TV', dat Eilish al eerder op haar tournee had gespeeld, en 'The 30th'. Ze gaf aan dat de nummers origineel bedoeld waren voor haar derde album, maar dat ze niet wilde wachten omdat ze nu belangrijk voelden en niet meer wanneer haar derde album uit zou komen.
In 2023 maakte Eilish haar acteerdebuut in de serie Swarm. Kijkers reageerden enthousiast op haar acteerwerk. Daarnaast maakte ze het nummer 'What Was I Made For?' voor de soundtrack van de film Barbie. Ze heeft daarvoor 2 Grammy's gewonnen bij The 66th Grammy Awards in 2024. (Lied van het Jaar & Beste Nummer Geschreven Voor Visuele Media.)

### 2024 - heden:Hit Me Hard and Soft
Op 17 mei 2024 kwam haar album Hit Me Hard and Soft met tien nummers uit.

### Persoonlijk
Billie Eilish is sinds haar twaalfde veganist. Ook volgt de zangeres een glutenvrij dieet. Ze heeft het syndroom van Gilles de la Tourette.

## Discografie

### Albums
| Album                                    | Verschijnen  | Label                        | Hitlijsten | Hitlijsten | Hitlijsten | Hitlijsten | Hitlijsten | Hitlijsten |
| Album                                    | Verschijnen  | Label                        | BE (VL)    | BE (VL)    | NL         | NL         | GB         | US         |
| Album                                    | Verschijnen  | Label                        | Piek       | Weken      | Piek       | Weken      | Piek       | Piek       |
| ---------------------------------------- | ------------ | ---------------------------- | ---------- | ---------- | ---------- | ---------- | ---------- | ---------- |
| Don't Smile at Me                        | 11 aug 2017  | Darkroom, Interscope Records | 10(2wk)    | 197*       | 10(2wk)    | 145        | 12         | 14         |
| When We All Fall Asleep, Where Do We Go? | 29 mrt 2019  | Darkroom, Interscope Records | 1(4wk)     | 302*       | 1(6wk)     | 333*       | 1          | 1          |
| Happier Than Ever                        | 30 juli 2021 | Darkroom, Interscope Records | 1(3wk)     | 180*       | 1(3wk)     | 210*       | 1          | 1          |
| Hit Me Hard and Soft                     | 17 mei 2024  | Darkroom, Interscope Records | 1(13wk)    | 65*        | 1(11wk)    | 65*        | 1          | 2          |

### Singles
| Lied                          | Verschijnen | Album                                                      | Hitlijsten | Hitlijsten | Hitlijsten  | Hitlijsten  | Hitlijsten   | Hitlijsten   | Hitlijsten | Hitlijsten |
| Lied                          | Verschijnen | Album                                                      | BE (VL)    | BE (VL)    | NL (Top 40) | NL (Top 40) | NL (Top 100) | NL (Top 100) | GB         | US         |
| Lied                          | Verschijnen | Album                                                      | Piek       | Weken      | Piek        | Weken       | Piek         | Weken        | Piek       | Piek       |
| ----------------------------- | ----------- | ---------------------------------------------------------- | ---------- | ---------- | ----------- | ----------- | ------------ | ------------ | ---------- | ---------- |
| Bellyache                     | 2017-02-24  | Don't smile at me                                          | —          |            | —           |             | —            |              | 79         | —          |
| &Burn (met Vince Staples)     | 2017-12-15  | Don't smile at me                                          | tip        | —          | —           |             | —            | —            | —          | —          |
| Lovely (met Khalid)           | 2018-04-20  | 13 reasons why: season 2                                   | tip7       | —          | —           |             | 55           | 16           | 47         | 64         |
| Ocean eyes                    | 2016-11-18  | Don't smile at me                                          | tip        | —          | —           |             | —            | —            | 72         | 84         |
| When the party's over         | 2018-10-19  | When we all fall asleep, where do we go?                   | 31         | 11         | 26          | 4           | 34           | 34           | 21         | 29         |
| Come out and play             | 2018-11-23  | —                                                          | tip9       | —          | —           |             | 77           | 1            | 47         | 69         |
| Idontwannabeyouanymore        | 2018-12-28  | Don't smile at me                                          | —          |            | —           |             | —            | —            | 78         | 96         |
| When I was older              | 2019-01-11  | Music inspired by the film Roma                            | tip5       | —          | —           |             | —            | —            | —          | —          |
| Bury a Friend                 | 2019-02-01  | When we all fall asleep, where do we go?                   | 13         | 19         | 29          | 3           | 10           | 17           | 6          | 14         |
| Wish You Were Gay             | 2019-03-01  | When we all fall asleep, where do we go?                   | 45         | 1          | —           |             | 35           | 6            | 13         | 31         |
| Bad guy                       | 2019-03-29  | When we all fall asleep, where do we go?                   | 3          | 48         | 9           | 16          | 5            | 65           | 2          | 1          |
| You should see me in a crown  | 2018-07-20  | When we all fall asleep, where do we go?                   | tip19      | —          | —           | —           | 59           | 1            | 60         | 41         |
| I love you                    | 2019-03-29  | When we all fall asleep, where do we go?                   | tip31      | —          | —           |             | 61           | 1            | —          | 53         |
| All the good girls go to hell | 2019-08-23  | When we all fall asleep, where do we go?                   | tip1       | —          | tip12       | —           | 42           | 3            | 77         | 46         |
| Everything I Wanted           | 2019-11-15  | When we all fall asleep, where do we go ? [Deluxe edition] | 4          | 26         | 7           | 12          | 4            | 26           | 3          | 8          |
| No Time to Die                | 2020-02-14  | No Time to Die: Original Motion Picture Soundtrack         | 3          | 9          | 15          | 5           | 3            | 8            | 1          | 16         |
| Ilomilo                       | 2020-04-10  | When we all fall asleep, where do we go?                   | —          | —          | —           |             | 63           | 1            | —          | 62         |
| My Future                     | 2020-07-31  | Happier Than Ever                                          | 25         | 5          | tip9        | —           | 30           | 3            | 7          | 6          |
| Therefore I Am                | 2020-11-12  | Happier Than Ever                                          | 10         | 11         | 18          | 8           | 11           | 3*           | 2          | 2          |
| Lo vas a olvidar              | 2021-01-22  | Europhoria (Season 1 Soundtrack)                           | 43         | 1          | —           | —           | 50           | 1            | —          | 62         |
| Your Power                    | 2021-05-08  | Happier Than Ever                                          | 17         | 7          | 21          | 4           | 9            | 8            | 5          | 10         |
| Lost Cause                    | 2021-06-02  | Happier Than Ever                                          | —          | —          | tip26       |             | 48           | 1            | 14         | 27         |
| NDA                           | 2021-07-17  | Happier Than Ever                                          | —          | —          | tip20       |             | 55           | 1            | 23         | 39         |
| Happier Than Ever             | 2021-07-28  | Happier Than Ever                                          | 28         | 13         | tip12       |             | 15           | 24           | 4          | 11         |
| I Didn't Change My Number     | 2021-07-30  | Happier Than Ever                                          | —          | —          | —           | —           | 64           | 1            | —          | 80         |
| Getting Older                 | 2021-07-30  | Happier Than Ever                                          | —          | —          | —           | —           | 60           | 1            | 28         | 69         |
| The 30th                      | 2022-07-21  | Guitar Songs                                               | —          | —          | —           | —           | 100          | 1            | 33         | 79         |
| TV                            | 2022-07-21  | Guitar Songs                                               | —          | —          | tip21       |             | 78           | 1            | 23         | 52         |
| What Was I Made For?          | 2023-07-13  | Barbie: The Album                                          | 10         | 20         | 14          | 10          | 5            | 20           | 1          | 14         |
| Lunch                         | 2024-05-24  | Hit Me Hard and Soft                                       | 2          | 14         | 23          | 4*          | 4            | 2*           | 2          | 5          |
| Chihiro                       | 2024-05-24  | Hit Me Hard and Soft                                       | 21         | 4          | —           | —           | 10           | 1*           | 7          | 12         |
| Skinny                        | 2024-05-24  | Hit Me Hard and Soft                                       | 38         | 1          | —           | —           | —            | —            | 18         | —          |
| Birds of a Feather            | 2024-05-24  | Hit Me Hard and Soft                                       | 7          | 53*        | 5           | 37          | 13           | 12*          | 2          | 9          |
| Wildflower                    |             | Hit Me Hard and Soft                                       | 45*        | 2          | —           | —           | —            | —            | —          |            |

### NPO Radio 2 Top 2000
| Nummers met noteringen in de NPO Radio 2 Top 2000 | '19 | '20 | '21  | '22 | '23  | '24  |
| ------------------------------------------------- | --- | --- | ---- | --- | ---- | ---- |
| Bad Guy                                           | 559 | 221 | 362  | 425 | 504  | 458  |
| Birds of a Feather                                | ×   | ×   | ×    | ×   | ×    | 780  |
| Everything I Wanted                               | -   | 448 | 642  | 711 | 811  | 708  |
| Happier Than Ever                                 | ×   | ×   | 1808 | 575 | 663  | 638  |
| What Was I Made For?                              | ×   | ×   | ×    | ×   | 1719 | 323  |
| When the Party's Over                             | -   | -   | -    | -   | 1363 | 1016 |

1. ↑  Een '-' betekent dat het nummer niet was genoteerd, een '×' betekent dat het nummer nog niet was uitgebracht en een vetgedrukt getal geeft de hoogste notering van een nummer aan.
2. ↑  2019 was het eerste jaar met een notering voor Billie Eilish.

## Tournees
- Don't Smile at Me Tour (2017)
- Where's My Mind Tour (2018)
- 1 By 1 Tour (2018-2019)
- When We All Fall Asleep World Tour (2019)
- Where Do We Go? World Tour (2020)
- Happier Than Ever, The World Tour (2022-2023)
- Hit Me Hard and Soft, The Tour (2024-2025)

Wegens het coronavirus heeft Eilish haar Where Do We Go?-tour na enkele shows moeten stopzetten.
Eilish trad vijf keer op als openingsact voor de High as Hope Tour van Florence and the Machine.

### 3FM Exclusive
In februari 2019 gaf Eilish voor NPO 3FM in het kader van "3FM Exclusive" voor een select gezelschap van tachtig fans een optreden in de Utrechtse Metaal Kathedraal. De presentatie was in handen van Vera Siemons. Siemons werd één van Eilish's "closest friends". Eilish liet dit weten op Instagram.
- Bibsys: 1602157051899
- Biblioteca Nacional de España: XX6176404
- Bibliothèque nationale de France: cb17856308k (data)
- Catàleg d'autoritats de noms i títols de Catalunya: 981058620176706706
- Gemeinsame Normdatei: 1182709559
- International Standard Name Identifier: 0000 0004 6748 058X
- Library of Congress Control Number: no2017154277
- MusicBrainz: f4abc0b5-3f7a-4eff-8f78-ac078dbce533
- Bibliotheek van het Japanse parlement: 001352751
- Nationale Bibliotheek van Tsjechië: xx0243588
- Nederlandse Thesaurus van Auteursnamen: 422947199
- Russische Staatsbibliotheek: 000230584
- Istituto Centrale per il Catalogo Unico: LO1V466474
- Système universitaire de documentation: 250584212
- Virtual International Authority File: 19151246542344130590
- WorldCat: E39PBJv8Hg3r4GYvRYCjTmCWjC